# This Tuesday in Texas
This Tuesday in Texas — pay-per-view шоу федерации рестлинга World Wrestling Federation, прошедшее 3 декабря 1991 года в «Freeman Coliseum» в городе Сан-Антонио (штат Техас, США).
Во время шоу прошло пять боёв. Главным событием мероприятия стал матч-реванш за титул чемпиона WWF, в котором Халк Хоган победил действующего чемпиона Гробовщика и завоевал титул, который он потерял шесть дней назад на шоу Survivor Series в поединке, закончившемся неоднозначно. Во время шоу также состоялся поединок между Рэнди Сэвиджем, вышедшим на ринг впервые с Рестлмании VII, и Джейком Робертсом.
Это шоу стало попыткой WWF установить вторник, как ещё один день недели для проведений pay-per-view мероприятий. Однако этот эксперимент закончился неудачно — шоу получило телевизионный рейтинг 1,0, что соответствует примерно 400 000 просмотров и компания только через 13 лет решила провести подобное шоу во вторник (Taboo Tuesday).

## Результаты
| №    | Результат                                                                          | Условия                                              | Время |
| ---- | ---------------------------------------------------------------------------------- | ---------------------------------------------------- | ----- |
| Dark | Братья Харрис (Дон и Рон) победили Брайана Донахью и Брайана Костелло              | Командный матч                                       | н/д   |
| Dark | Сэр Чарльз победил Дэйла Вульфа                                                    | Поединок один на один                                | н/д   |
| Dark | Крис Уокер победил Брайана Ли                                                      | Поединок один на один                                | н/д   |
| Dark | Крис Чавис победил JW Шторма                                                       | Поединок один на один                                | н/д   |
| Dark | Рик Флэр победил Родди Пайпера                                                     | Поединок один на один                                | н/д   |
| 1    | Брет Харт (c) победил Скиннера                                                     | Поединок за титул интерконтинентального чемпиона WWF | 13:46 |
| 2    | Рэнди Сэвидж победил Джейка Робертса                                               | Поединок один на один                                | 06:25 |
| 3    | Дэйви Бой Смит победил Варлорда (с Харви Уипплеманаом)                             | Поединок один на один                                | 12:45 |
| 4    | Тед Дибиаси и The Repo Man (с Sensational Sherri) победили Эль Матадора и Вирджила | Командный матч                                       | 11:28 |
| 5    | Халк Хоган победил Гробовщика (c) (с Полом Берером)                                | Поединок за титул чемпиона WWF                       | 13:09 |